# Shelbyville (Kentucky)
Shelbyville is een stad in Shelby County in de Amerikaanse staat Kentucky. Zij is opgericht op land wat gedoneerd was door William Shannon in 1792 en is genoemd naar de eerste gouverneur van Kentucky, Issac Shelby.

## Demografie
Het inwonertal in 2000 was 10.085. In de Verenigde Staten wordt er elke 10 jaar een volkstelling gedaan, men kent niet het systeem van gemeentelijke inschrijving zoals dat bijvoorbeeld in Nederland gebruikelijk is. Shelbyville is de county seat van Shelby County en ligt in het centrum van de county. De stad ligt aan de weg van Louisville naar Frankfort.
Shelbyville groeide uit naar een inwonertal van 262 in 1800. Haast iedere inwoner was werkzaam of afhankelijk van de landbouw economie. Op 24 augustus 1864 viel een groep Geconfedereerde soldaten het gerechtshof aan en probeerde een voorraad wapens te pakken te krijgen. De lokale bevolking vocht van zich af en drie soldaten werden tijdens het gevecht gedood. De stad steunde later de Union die onder leiding van Generaal John Palmer de Geconfedereerde soldaten in de omgeving opspoorde.
Na de Amerikaanse Burgeroorlog werd de landbouw zeer winstgevend, de stad groeide sneller dan ooit en er werden veel meer koloniale huizen gebouwd in het centrum, speciaal na een grote brand in 1909. De oudste, nog steeds bestaande, banken werden ook opgezet in deze tijd. In de laat-19e-eeuwse periode werd ook een publiek water systeem, elektriciteit en een bibliotheek opgericht.
Shelbyville had een treinverbinding naar Anchorage (Kentucky) in 1870, welke een aansluiting had naar Louisville en andere steden wat later de Louisville en Nashville Railroad werd. Interstate 64 oftewel snelweg 64 werd aangelegd twee mijlen ten zuiden in 1960 en hielp dit gebied om meer industrie aan te trekken, inclusief drie industrieterreinen ten westen van de stad. De populatie vermeerderde van 4.525 in 1960 naar meer dan 10.000 in het jaar 2000.

## Geografie
Shelbyville's locatie is 38° 13′ NB, 85° 14′ WL (38.212160, -85.225847).
Volgens het volkstellingbureau van de Verenigde Staten, de United States Census Bureau, heeft de stad een totale oppervlakte van 19,8 km² (7,6 mi²). Daarvan is 19,6 km² (7,6 mi²) land en 0,2 km² (0,92%) water.

## Demografie
Bij de telling census van 2000, waren er 10.085 mensen, 3.822 huishoudens en 2.549 families geregistreerd in de stad.
De bevolkingsdichtheid was 515,1/km² (1.333.5/mi²). Er waren 4.117 behuizingen met een gemiddelde dichtheid van 210,3/km² (544,4/mi²).
De percentages naar afkomst van de stad was 74,97% blank, 16,35% Afrikaans Amerikaans, 9,51 Latijns-Amerikaans, 0,33% inheems Amerikaans, 0,53% Aziatisch, 7,73% overig.
Er waren 3.822 huishoudens waarvan 35,1% met kinderen onder de leeftijd van 18 jaar en inwonend, 45,6% waren getrouwde stellen die samenwoonden, 16,6% had een vrouwelijk huishouden waar de man niet aanwezig was en 33,3% waren geen families. 26,7% van alle huishoudens bestond uit individuelen en 9,9% had iemand op zichzelf wonend van 65 jaar of ouder. De gemiddelde grootte van een huishouden 2,54 en de gemiddelde familie grootte was 3,03.
De bevolking in de stad was onderverdeeld in 26.4% onder de 18, 11,2% tussen de 18 en 24, 33,0% tussen de 25 en 44, 18,6% tussen de 45 en 64 en 10,8% was 65 of ouder. De gemiddelde leeftijd was 32 jaar. Op elke 100 vrouwen waren er 96,7 mannen.
Het gemiddelde inkomen voor een huishouden in Shelbyville was $37.607 en het gemiddelde inkomen voor een familie was $44.481. Mannen hadden een gemiddeld inkomen van $30.913 terwijl de vrouwen een gemiddelde hadden van $24.710. Het inkomen per hoofd (per capita income) voor de stad was $17.461. Ongeveer 12,5% van de families en 15,5% van de bevolking leefden onder de armoedegrens, waarbij 21,0% onder de 18 jaar was en 14,3% 65 jaar of ouder was.